# St. Nikolaus (Aachen)

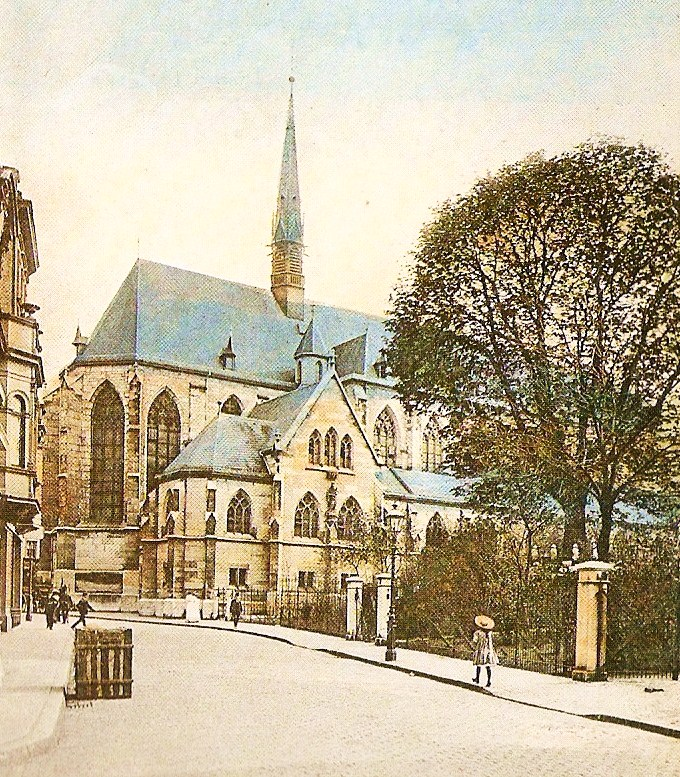
St. Nikolaus um 1900

Die Kirche St. Nikolaus in Aachen ist eine ehemalige Klosterkirche des Franziskanerordens. Sie steht am Kreuzungspunkt Großkölnstraße – Minoritenstraße in unmittelbarer Nachbarschaft zur Barbarossamauer, der inneren Stadtmauer Aachens. Eine erste Kirche dort wird im Jahr 1005 erwähnt; sie war eine frühe Kirche, bei der Nikolaus von Myra verehrt wurde. Die heutige Kirche entstand in der ersten Hälfte des 14. Jahrhunderts. Das Bauwerk steht unter Denkmalschutz.

## Klosterkirche

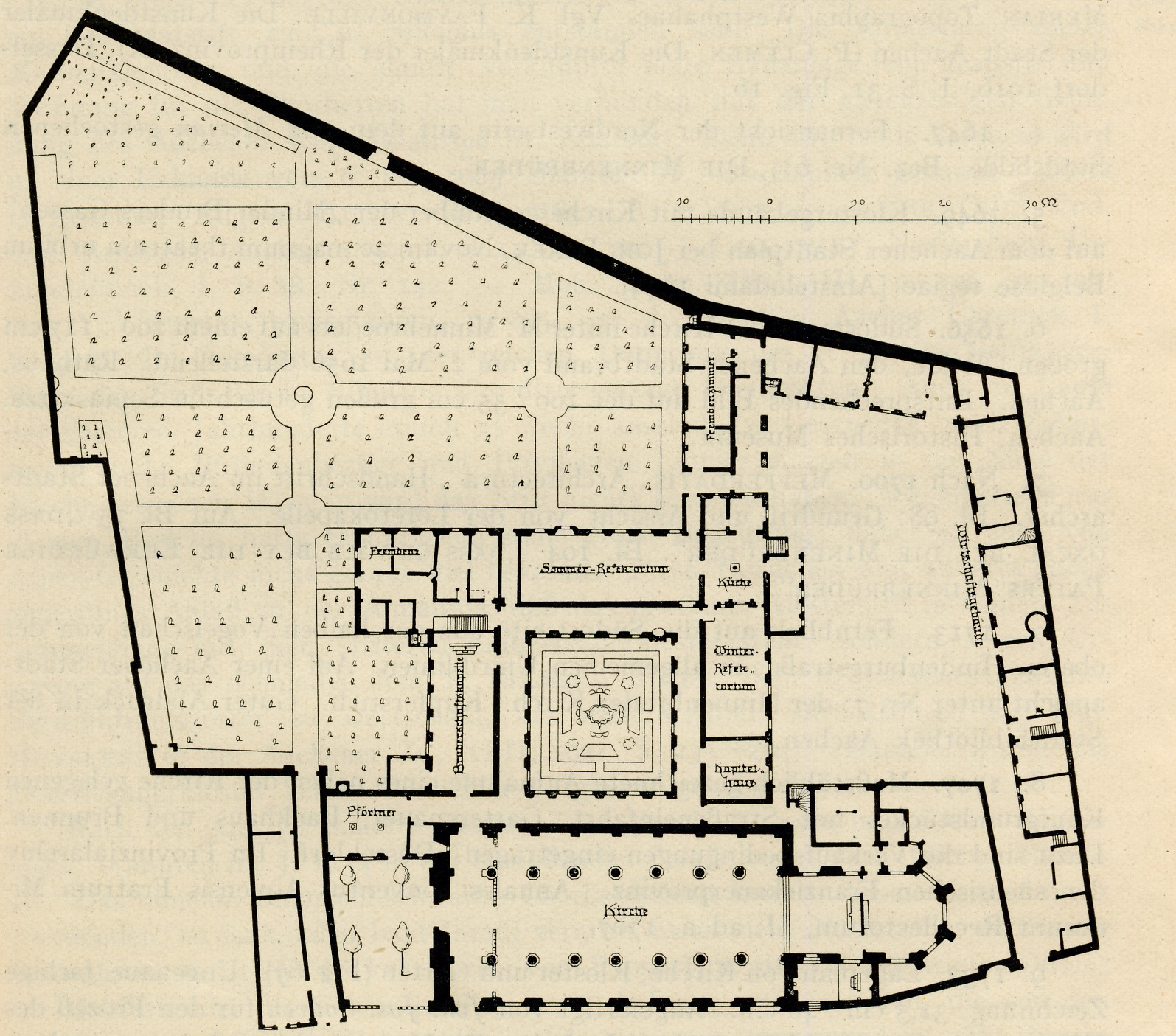
Grundriss des Franziskanerklosters 1737

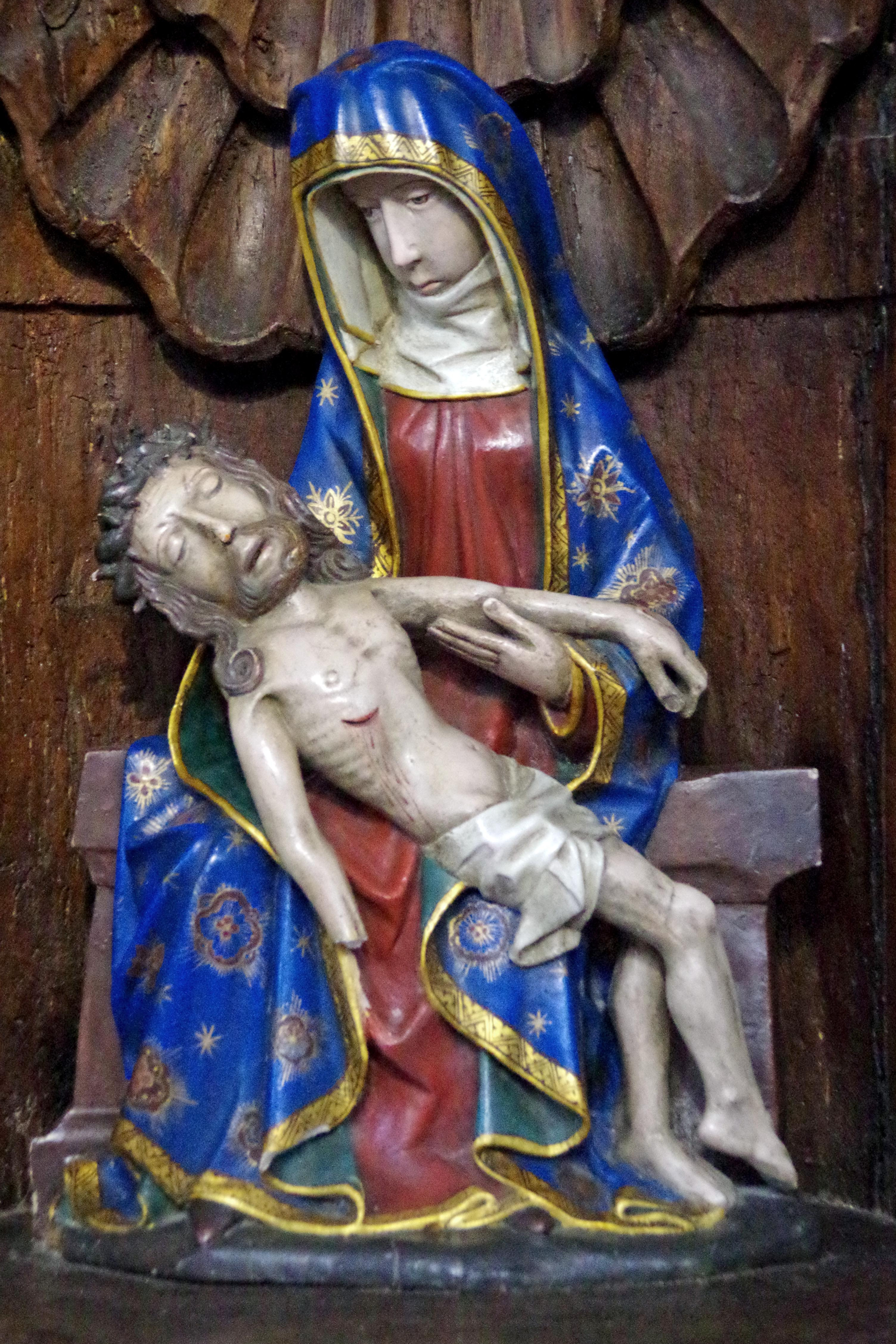
Pietà 14. Jhd.

Am Samstag, den 6. Juli 1005 stiftete Heinrich II. der Freien Reichsstadt Aachen eine Kapelle, die ca. 200 m vor dem Kölntor am Rande der vom Marktplatz stadtauswärts in Richtung Köln führenden Handelsstraße errichtet wurde. Kaiser Heinrich II. beurkundete an diesem Tag seine Bauherrenschaft für die Kollegiatstifte zum hl. Nikolaus und zum hl. Adalbert, der späteren Kirche St. Adalbert (Aachen). Zu der Bauanlage des Kanonikerstifts in der Großkölnstraße zählte ein Kapellenbau und die Chorherrenwohnungen.
Im Jahre 1234, eventuell schon etwas eher, übernahmen Brüder des 1210 gegründeten Franziskanerordens (Ordo Fratrum minorum, Minderbrüder oder Minoriten), der sich ab 1222 in Deutschland ausbreitete, die Kapelle und errichteten in den nächsten Jahrzehnten um sie herum ein neues Kloster, das zur Kölnischen Franziskanerprovinz Colonia gehörte. Erstmals sicher erwähnt wurden die Franziskaner in Aachen im Jahr 1246. Da die Kapelle für die Bedürfnisse des Ordens mittlerweile zu klein geworden war, wurde an ihrer Stelle eine erste Kirche im gotischen Stil erbaut. Es handelte sich um eine ungefähr geostete Hallenkirche mit polygonalem Chor im Stil einer Bettelordenskirche, die statt eines Kirchturms einen Dachreiter hatte. Am 6. Dezember 1324 erfolgte schließlich durch Hermann aus Köln, Weihbischof von Lüttich und Bischof zu Heynensis, die Weihung des Chores und des Hauptaltars auf den Namenspatron des Tages, Nikolaus von Myra und am Tage darauf die Weihe der vier weiteren Altäre.
Nur sechs Jahre später, im Jahr 1333, wurde die Kirche durch einen ersten Brand erheblich beschädigt, konnte aber recht bald wieder neu hergestellt werden. Da die Ordensgemeinschaft beliebt war und ständig wuchs, war in den folgenden Jahrzehnten ein weiterer Ausbau sowohl der Klosteranlage als auch der Klosterkirche erforderlich geworden und ihr Chorraum wurde im Jahre 1390 mit einem dritten Gewölbejoch nach Osten vergrößert. Die Weihe des „neuen“ Chores sowie drei weiterer Altäre fand daraufhin am 9. Mai 1390 durch Arnold, Weihbischof von Lüttich und Bischof von Capitoliane, statt. In diesem Zeitraum wurde die Kirche mit der dem 14. Jahrhundert zugeschriebenen Pietà und der Nikolausfigur ausgestattet.
1628 wurden die baufälligen Klostergebäude abgerissen und am Montag, dem 22. April 1630 erfolgte die Grundsteinlegung für einen Neubau. Zu diesem Anlass stiftete ein gewisser Freiherr von Pallandt der Kirche einen dreigeschossigen Hochaltar, in dem drei Altarbilder integriert wurden, die Abraham van Diepenbeeck, einem Schüler von Peter Paul Rubens, zugeschrieben werden. Die drei sich verjüngenden Altarbilder gaben die Darstellungen von der Kreuzigung Christi, der Kreuzabnahme und in dem oberen Tondo die Pietà wieder.
Bei dem verheerenden Stadtbrand von Aachen im Jahre 1656 wurde das Dach und der kleine Dachturm zerstört. Der Dachstuhl wurde bereits im November des gleichen Jahres erneuert. An Stelle des Dreidachsystems wurde ein Scheunendach eingesetzt. Das Erdbeben am 18. September 1692 spaltete den Westgiebel und zog das Gewölbe in Mitleidenschaft, es war zerborsten. Laurenz Mefferdatis leitete 1706 die Wiederherstellung der Einwölbung.
In der Zeit vom 8. April 1687 bis zum 8. September 1687 wurde in dem Mauerwinkel zwischen dem Chor und der Ostseite des südlichen Seitenschiffes ein barockes Nebengebäude errichtet, welches Mefferdatis im Jahr 1703 zu einer Loretokapelle umbauen ließ. Diese nahm 1755 den Couven-Altar auf und blieb bis 1894 erhalten.
1732 erbaute Johann Joseph Couven zwei Flügel an, 1739 eine Orgelempore, die 1885 durch eine neugotische Westempore ersetzt wurde. 1786 wurden die Grabstätten aus der Kirche entfernt und ein Totenkeller für die Klosterbrüder und Wohltäter der Kirche eingerichtet.

### Hochaltar

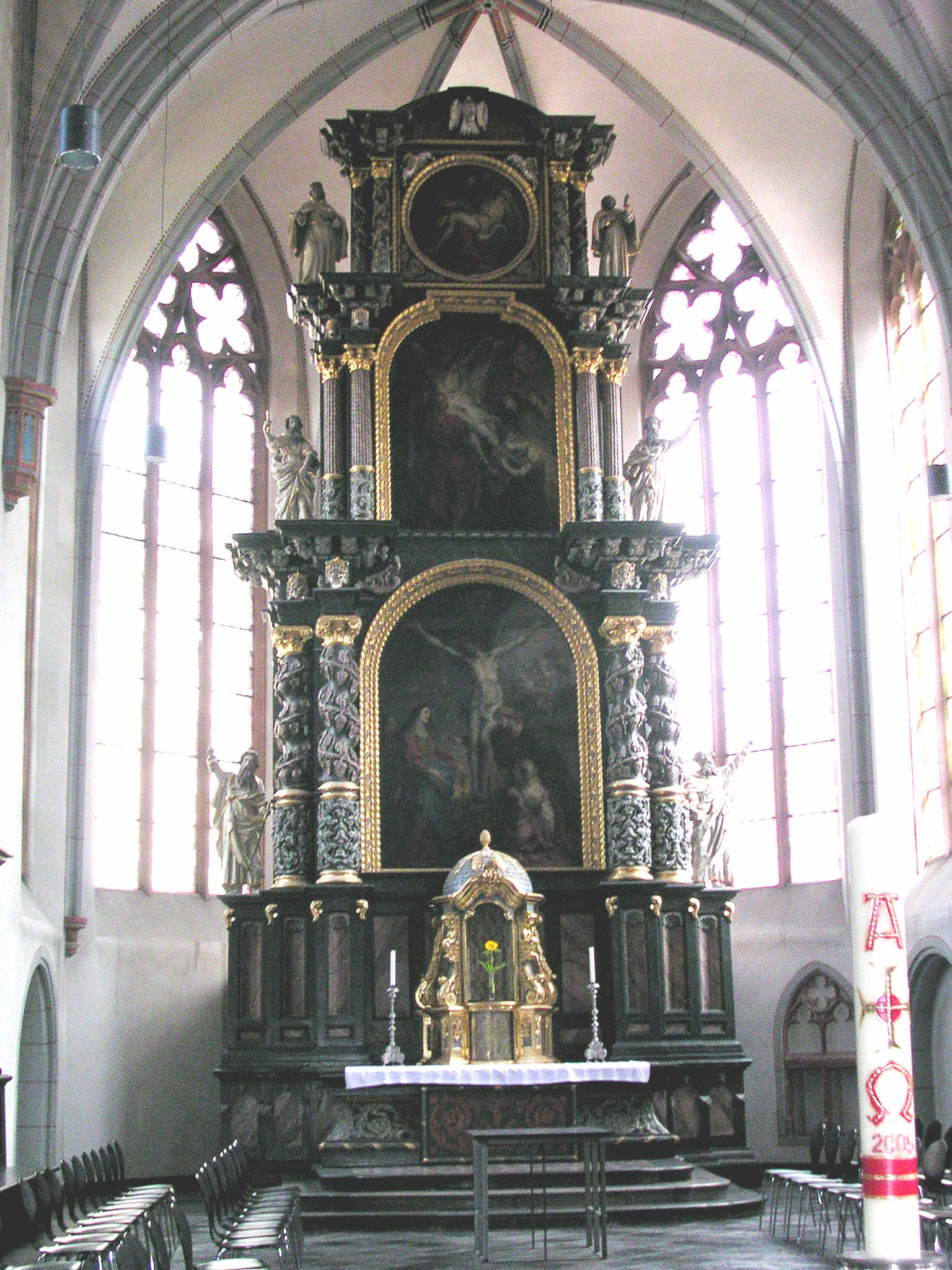
Rekonstruierter Hochaltar vor der Brandzerstörung
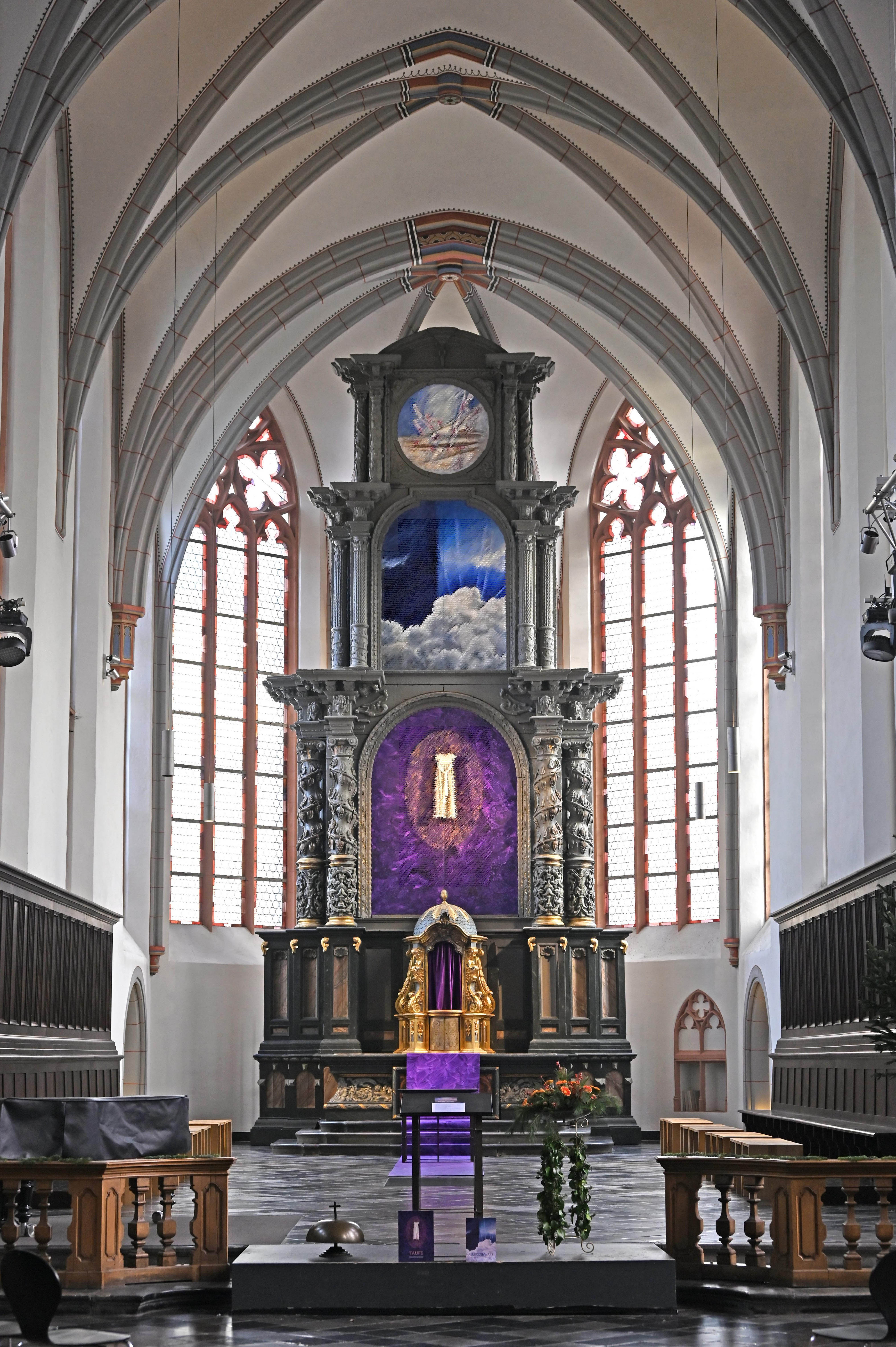
Oberes Kirchenschiff mit restauriertem Hochaltar 2023

„Dieser prunkvolle Holzbau nimmt die ganze Chorhöhe ein und baut sich in drei Geschossen auf. Den Mittelteil begleiten unten über hohem Postament jederseits zwei von Trauben und Blattwerk umrankte ionische Säulenpaare mit hohem Kämpfergesims. Die beiden oberen Geschosse werden ähnlich von korinthischen Säulen mit gedrehten Kannelüren flankiert. Ihre scharfen Gesimse  erhalten durch Aufstellung von Figuren reichere Form. So stehen unten zwei Evangelisten und die beiden Franziskaner Antonius von Padua und Franz von Assisi. Als abschließende Bekrönung erscheint in dem Segmentgiebel das Symbol der Dreieinigkeit Gottes.
In das üppige Rahmenwerk sind drei Ölgemälde eingefügt. (…) Das untere Bild wurde um d. J. 1780 durch den Aachener Maler Stengeler gereinigt. Zur Wiederherstellung der beiden oberen Gemälde berief der Konvent den Düsseldorfer Maler Aloys Cornelius, Vater des Peter von Cornelius, nach Aachen. Bald nachher wurden diese beiden Bilder im Jahre 1794 nach Paris gebracht. Von dort kamen sie erst i. J. 1815 zurück. Neuerdings gereinigt und aufgefrischt durch die Aachener Maler H. Kratz und F. Wirth.
Die drei Altarbilder stellen den gekreuzigten Heiland in verschiedenen Momenten dar. Das im Halbrund geschlossene untere Gemälde zeigt den Gekreuzigten. Christus hat den Kopf auf den rechten Arm gelegt. Links Maria, und von rechts reicht ihr Johannes seine Hand hinter dem Kreuze. Vorn kniet Maria Magdalena. Unter dem Mittelbilde der Kreuzabnahme der Spruch: Christo crucifixo sacrum. Das kreisrunde obere Bild (, das Tondo einer Pietà,) Christi Leichnam im Schoße seiner Mutter, zeichnet sich durch gute Erhaltung aus (1922).
Die Rückwand dieses Altares enthält ein 3,80 : 2,30 m großes Gemälde auf Leinwand, den Gekreuzigten mit Maria und Johannes darstellend. Ohne höheren Kunstwert, verblasst und beschädigt.“
Dieser Hochaltar aus dem Jahr 1630 wurde nach dem Zweiten Weltkrieg bis 1964 rekonstruiert. Er wurde durch den Brand in der Silvesternacht 2010/11 erneut erheblich zerstört, später in Köln restauriert und kehrte im April 2018 in die Citykirche zurück. Lediglich die Bilder, die die noch leeren Rahmen füllen können, sollen in Ruhe entstehen und durch eine Kunstkommission des Bistums Aachen entschieden werden.

### Couven-Altar

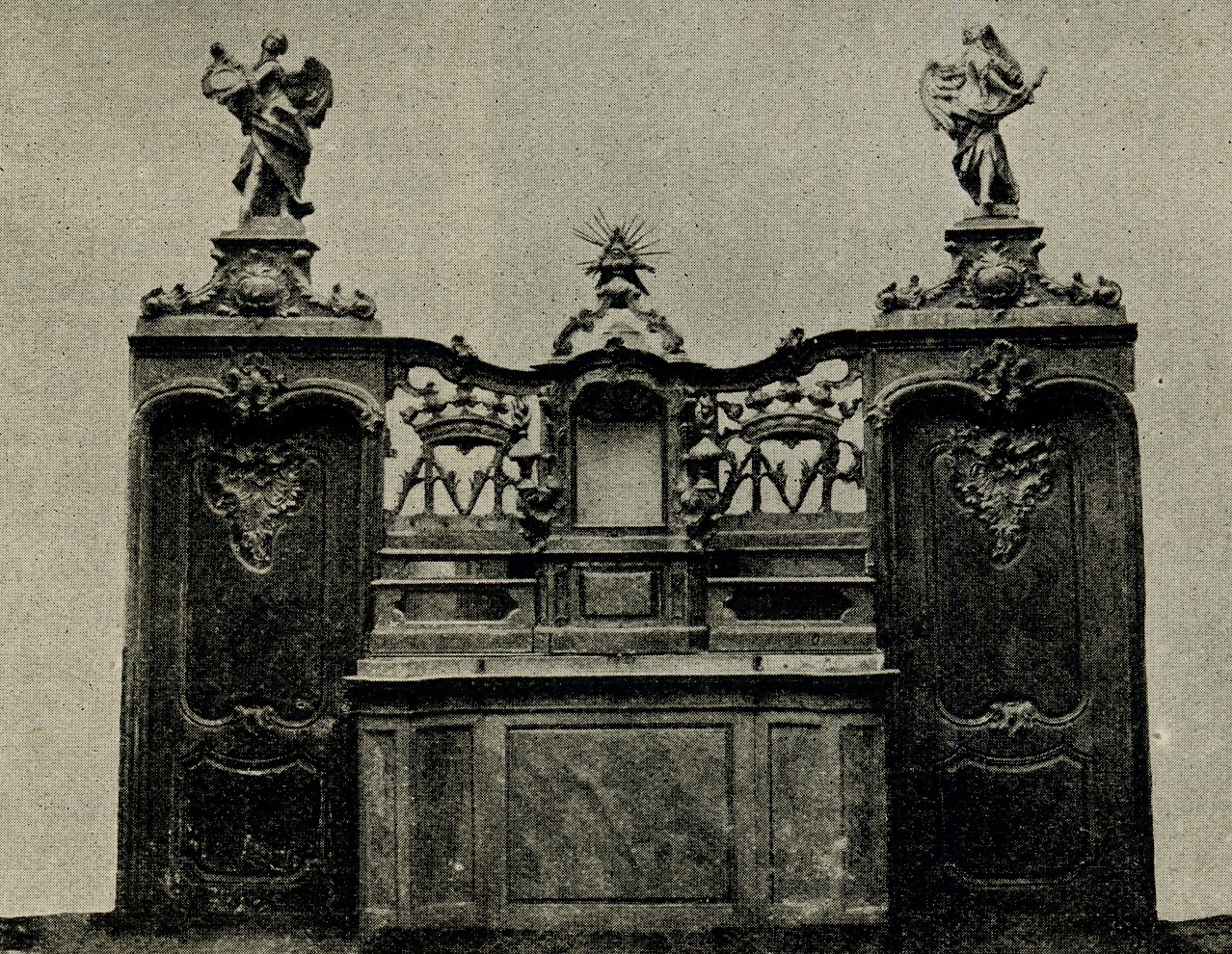
Couven-Altar, 1755
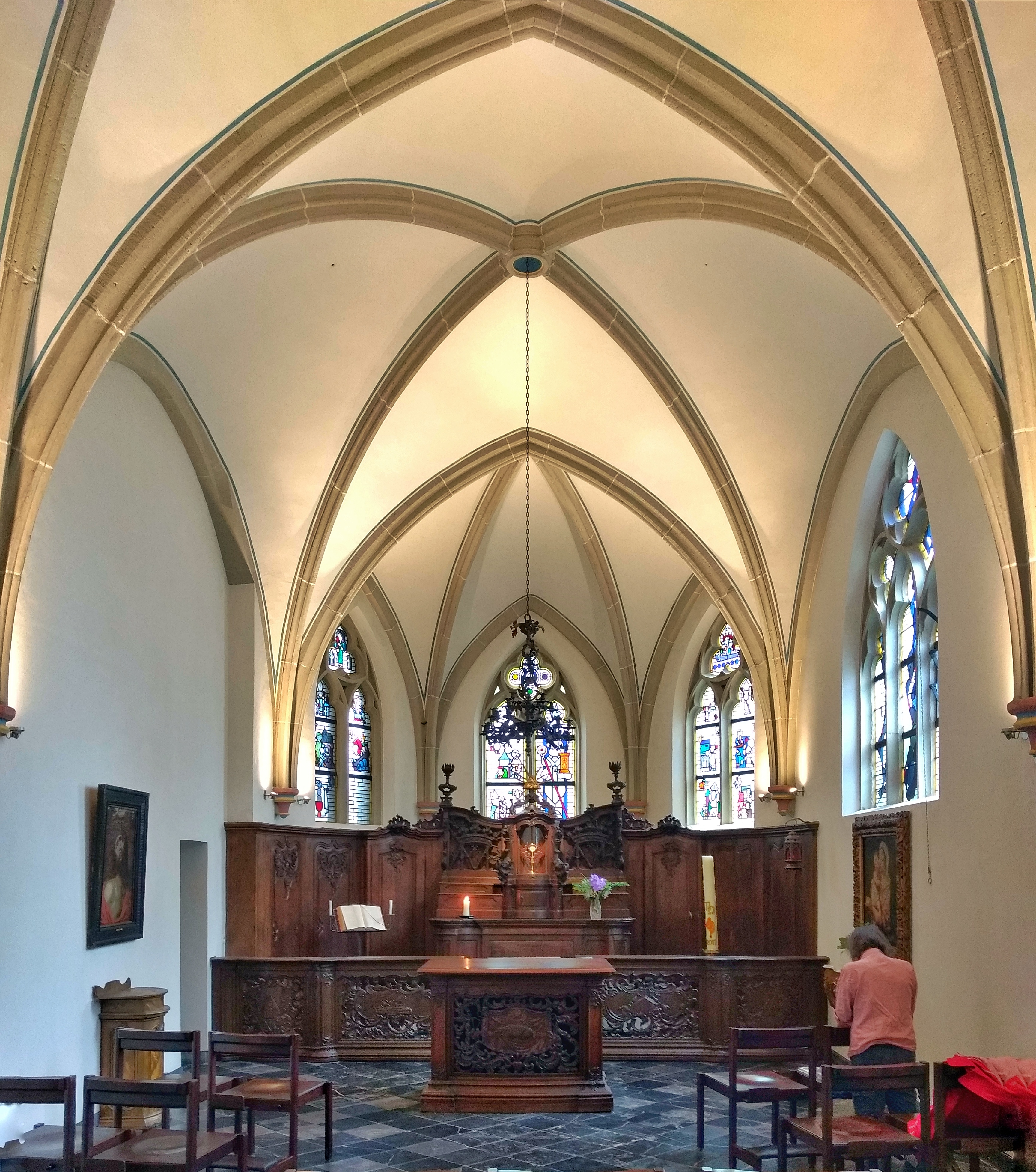
Couvenaltar in der Anbetungskapelle (2017)

Im Jahr 1755 erhielt die Klosterkirche einen nach Entwürfen von Johann Joseph Couven angefertigten „Loreto-Altar“, der in der gleichnamigen Kapelle aufgestellt wurde, und eine Orgelempore. Der Altar wurde 1894 aufgrund des Abrisses der Loretokapelle zunächst entfernt und sicher zwischengelagert. Um 1920 wurde dieses Kunstwerk als Sakristeialtar neu aufgebaut. Das Monogramm der gekrönten Ave Maria Regina schmückt beide Seiten des im Stil des Rokoko angefertigten Tabernakels auf dem Sakristeialtar.

## Umwidmung Klostergebäude

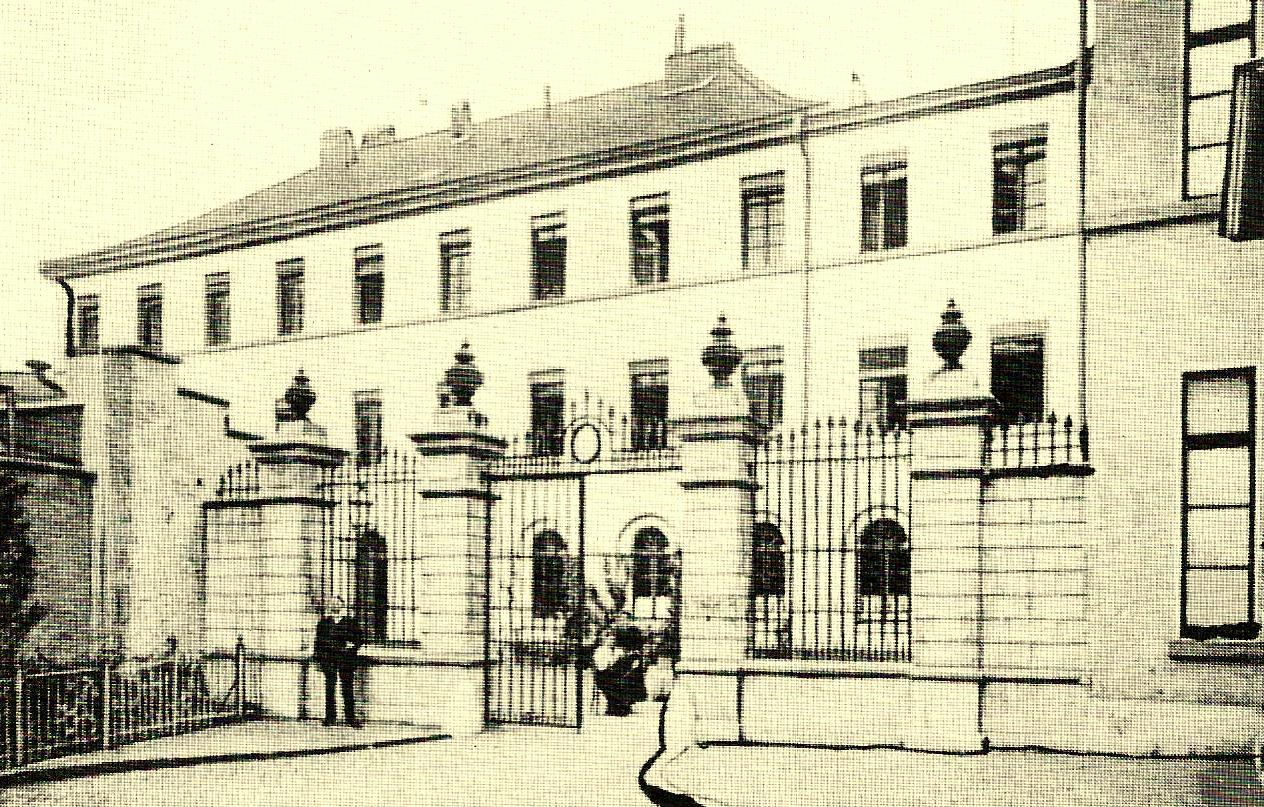
Umgewidmetes Klostergebäude, hier vor 1902

Mit Beginn der französischen Besatzungszeit ab 1794 wurden die Aachener Klöster per Dekret von Kaiser Napoléon Bonaparte im Zuge der Säkularisation stückweise aufgelöst, so auch im Jahr 1802 das Franziskanerkloster. Die Franzosen brachten ihre verwundeten Soldaten im Refektorium unter und ca. 130 Pferde in dem Kreuzgang. Die restlichen Klostergebäude waren in der Zwischenzeit zunächst zum neuen Stadtgefängnis umgewidmet worden, da das bisherige Gefängnis im Grashaus hoffnungslos überfüllt war. Nach Abzug der Franzosen wurde ab 1820 in dem ehemaligen Kloster zusätzlich das neu eingerichtete Landgericht Aachen einquartiert. Bis zur Verlagerung von Gericht und Gefängnis zum Adalbertsteinweg im Jahr 1874 verblieben diese in den ehemaligen Klostergebäuden. Anschließend diente der Komplex der Stadt Aachen als Verwaltungsgebäude und Standesamt, bevor er ab 1902 als Schulgebäude umfunktioniert wurde. Zunächst fand dort von 1902 bis 1906 vorübergehend das Kaiser-Karls-Gymnasium seinen Platz, bevor dort anschließend die Lehrerinnenbildungsanstalt und nach dem Ersten Weltkrieg die Kaufmännischen Schulen, die Handelsschule, die höhere Handelsschule und die Kaufmännische Berufsschule untergebracht wurden. Während des Zweiten Weltkrieges wurden im Juli 1943 die ehemaligen Klostergebäude zerstört und nicht wieder aufgebaut. Heute befindet sich auf diesem Gelände ein städtischer Parkplatz.
Im Jahr 1860 errichteten die Franziskaner der Sächsischen Franziskanerprovinz Saxonia im Bereich der Monheimsallee eine neue Niederlassung, die bis 1967 bestand.

## Pfarrkirche

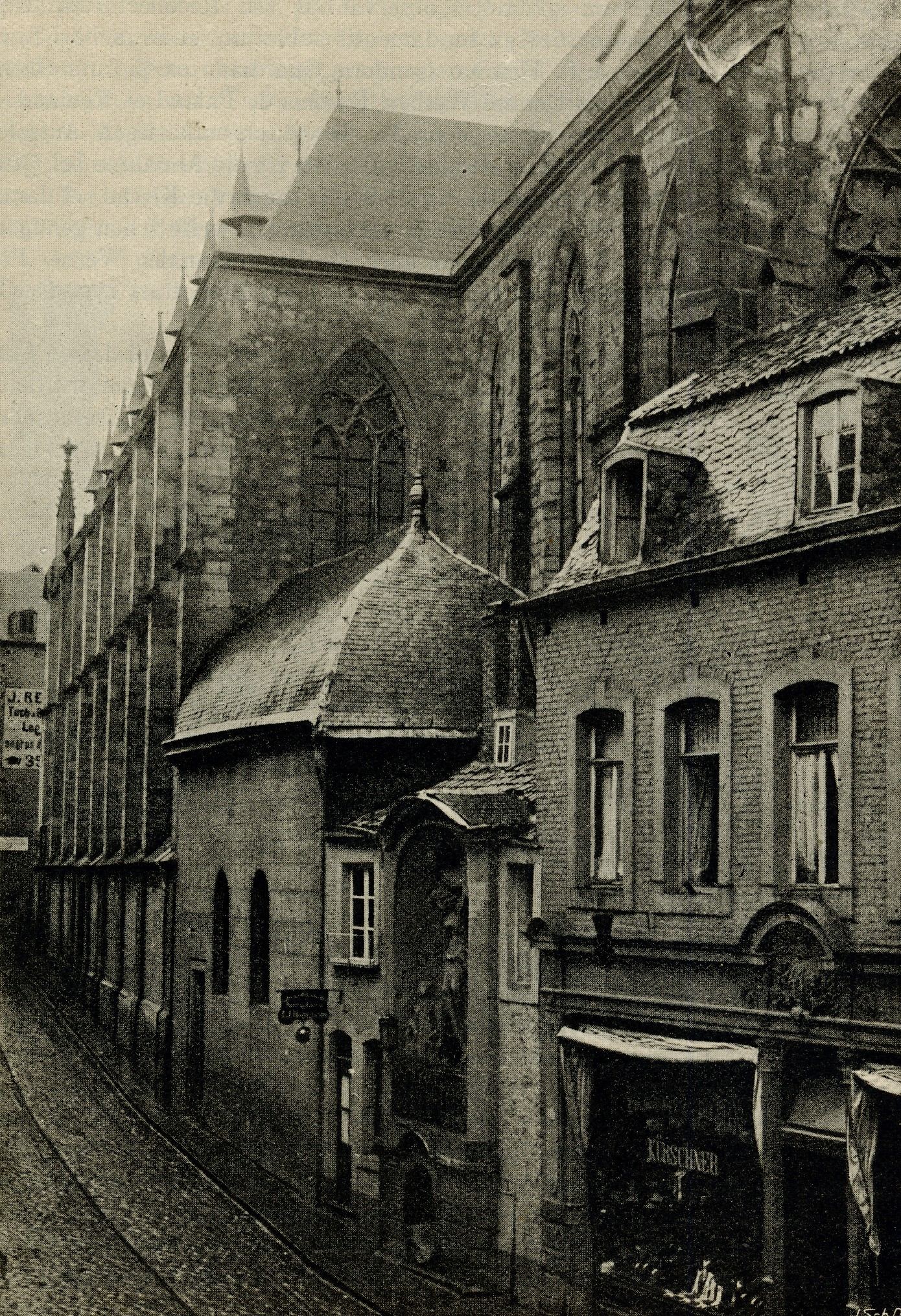
Südseite mit Loretokapelle und Kreuzigungsnische, vor 1894
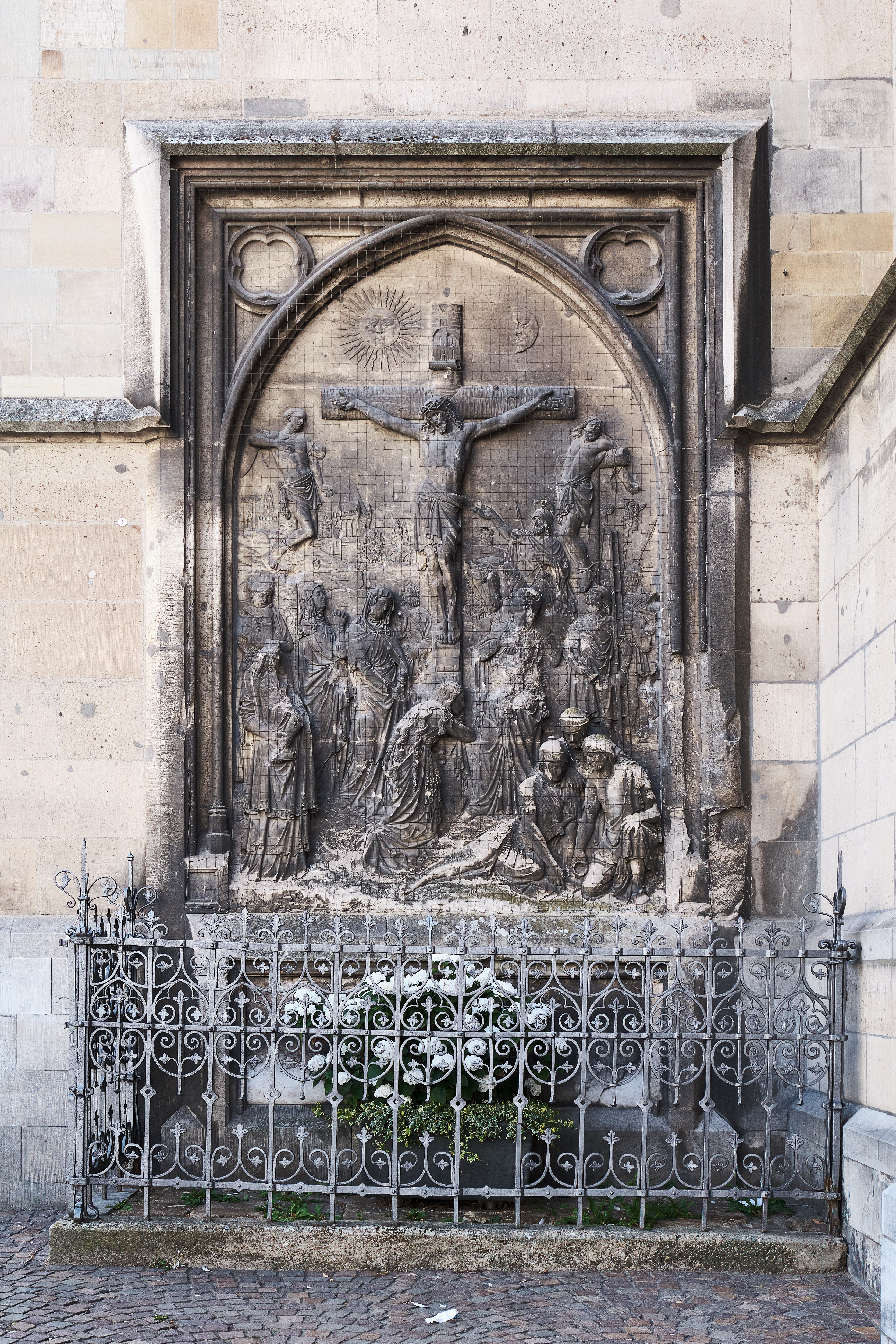
Kalvarienberg-Relief von Lambert Piedboeuf

Nur dem Umstand, dass im Rahmen der Säkularisation 1802 St. Nikolaus zur Pfarrkirche erklärt wurde, ist es zu verdanken, dass sie nicht abgerissen oder wie das Kloster anderweitig verwendet wurde. Dennoch wurden die kostbaren Altarbilder von den Franzosen zunächst in den Louvre nach Paris geschafft und nach dem Ende der französischen Besatzung im Jahr 1815 wieder zurückgegeben. Am Sonntag, den 12. März 1876, wurde das Dach der Nikolauskirche von einem Orkan zerstört. Nachdem es ersetzt worden war, erfolgte 1877 die Erneuerung der Süd- und Westseite nach Plänen von Eduard Linse. Die Baumaßnahmen führte Domwerkmeister Johannes Baecker durch. Der Neubau des desolaten Sakristeibaus und der südlichen Kreuzgangsflügel fand in den Jahren 1894 bis 1896 statt. Zudem erhielt das Bauwerk den Dachreiter als Erkennungszeichen einer Franziskanerkirche.
Dem Kunstmaler Hermann Krahforst oblag die Ausmalung des Kircheninneren.
Anstelle der 1894 abgerissenen Loretokapelle erfolgte in dem vorhandenen Gebäudewinkel die äußere Ausschmückung zur Großkölnstraße hin mit dem Kalvarienberg-Relief von Lambert Piedboeuf. Bei den Physiognomien hat Piedboeuf die Gesichter von Verwandten, Familie Ahlertz, eingesetzt. Den Südtür-Eingang schmückt das neogotische Tympanonrelief von Gottfried Götting mit einer Darstellung aus der Vita des hl. Nikolaus. Zehn neue Fenster mit figürlichen Darstellungen wurden von der Köln-Lindenthaler Glasmalerei Schneiders und Schmolz angefertigt.
Im Zweiten Weltkrieg wurde St. Nikolaus wiederum schwer zerstört, wobei zuvor die wertvollen Altargemälde vorsorglich ausgelagert worden waren. Die Kirche wurde bis auf die Umfassungsmauern zerstört. Das Fenstermaßwerk war beschädigt, dagegen war die barocke Innenausstattung überwiegend unbeschädigt sowie die östlichen Seitenschiffsjoche. Der anschließende Wiederaufbau fand nach originalgetreuen Vorgaben statt und die Kirche konnte am 1. Juli 1951 zum wiederholten Male feierlich eingeweiht werden. Karl Schlüter leitete die Wiederherstellungsmaßnahmen: die Mauerkrone wurde gesichert, die Gewölbe in Tuff- und Schwemmstein erneuert, ebenfalls in Tuffstein wurde das Fenstermaßwerk ergänzt, die quergestellten Walmdächer der Seitendächer wurden flach abgeschleppt. Die Schadensbehebung war 1964 abgeschlossen.
Das Kirchengebäude gliedert sich nun in einen langgestreckten Chorraum, in ein weites Kirchenschiff, welches als Forum dient und in eine Meditations-Kapelle. Dagegen wurden die restlichen Klostergebäude bis auf einen Seitentrakt, in dem eine städtische Turnhalle eingerichtet worden war, nicht wieder errichtet und das Gelände stattdessen zu einem großen Innenstadtparkplatz umgebaut.
Im Rahmen des Wiederaufbaus vor 1951 wurden im Kirchenschiff mehrere monumentale Wandgemälde erstellt. Schließlich erhielt die Kirche im Jahr 1963 aus der Reichsabtei Kornelimünster die dortige Klais-Orgel, welche 1913 unter der Opus-Nummer 502 erbaut worden war und heute als zweitälteste Orgel Aachens unter Denkmalschutz und inzwischen in der Pfarrkirche St. Foillan (Aachen) steht.

## Orgel

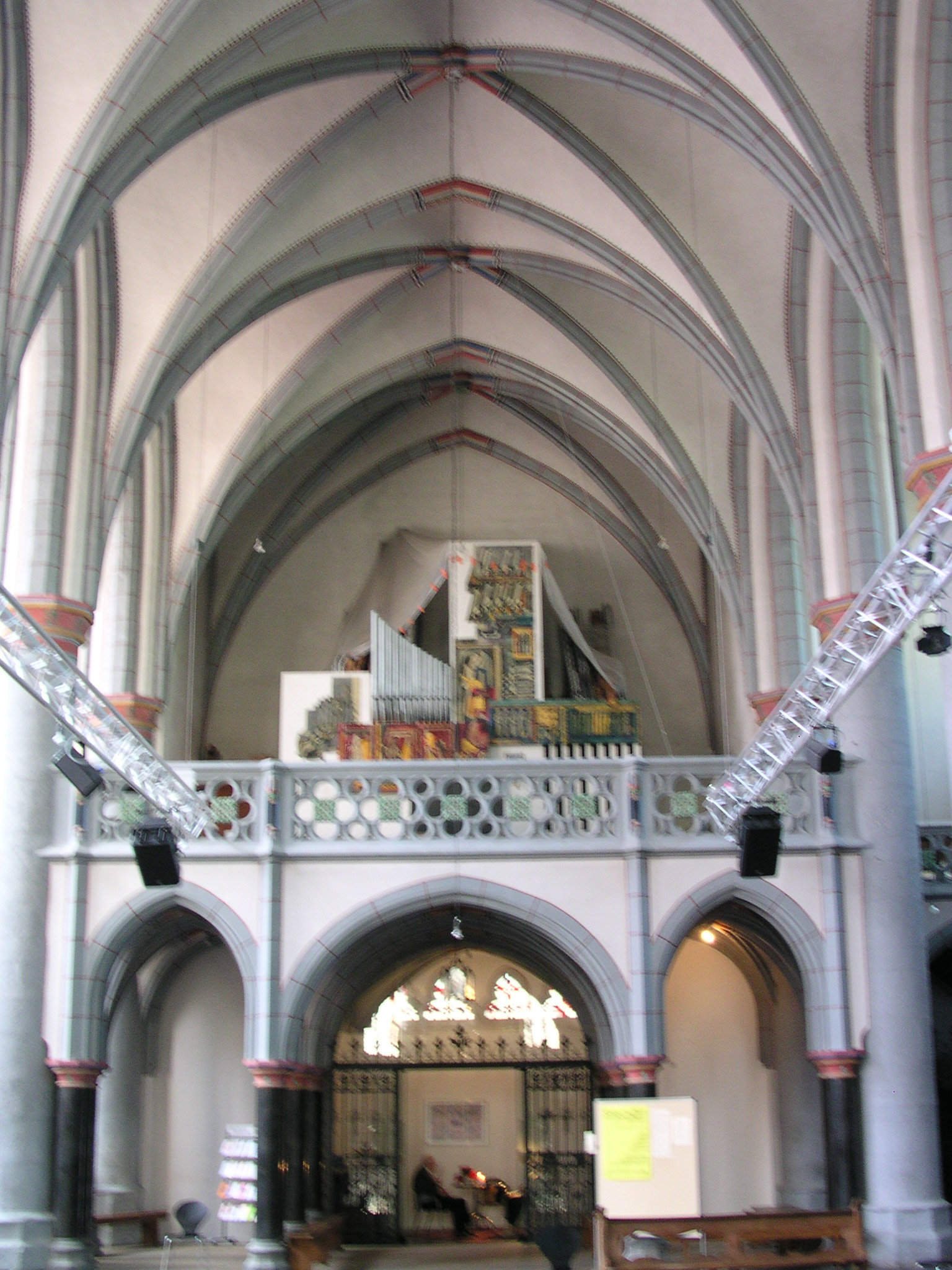
Blick im Jahr 2005 ins Kirchenschiff auf die Orgelempore (Couven)

In der Kirche wurde bis 2010 auf einer Klais-Orgel musiziert. Das Instrument von 1913, opus 502, war ursprünglich für die Propsteikirche Kornelimünster gebaut worden. 1963 wurde sie durch die Orgelbaufirma Stahlhuth in der Nikolauskirche in einem neuen Gehäuse aufgebaut. In der Silvesternacht 2010/11 wurde die Orgel durch einen Brandschaden stark verschmutzt und in Mitleidenschaft gezogen, abgebaut und 2012 in die Aachener Kirche St. Foillan umgesetzt, wo sie am 18. März 2012 erneut geweiht wurde. Seitdem ist die Kirche ohne stationäres Orgelwerk.
Die Disposition der Orgel lautete wie folgt:
| I Hauptwerk C–g3 |       |
| Bordun           | 16′   |
| Principal        | 8′    |
| Fugara           | 8′    |
| Doppelflöte      | 8′    |
| Flauto amabile   | 8′    |
| Dulciana         | 8′    |
| Oktave           | 4′    |
| Rohrflöte        | 4′    |
| Superoktave      | 2′    |
| Quinte           | 1 ⁄3′ |
| Cornett IV       |       |
| Mixtur IV        |       |
| Trompete         | 8′    |

| II Schwellwerk C–g3 |     |
| Lieblich gedackt    | 16′ |
| Hornprincipal       | 8′  |
| Bordunalflöte       | 8′  |
| Sologamba           | 8′  |
| Aeoline             | 8′  |
| Vox coelestis       | 8′  |
| Geigenprincipal     | 4′  |
| Hohlflöte           | 4′  |
| Flautino            | 2′  |
| Sesquialtera II     |     |
| Trompete            | 8′  |

| Pedal C–f1  |         |
| Contrabass  | 16′     |
| Subbass     | 16′     |
| Violon      | 16′     |
| Zartbass    | 16′     |
| Quinte      | 10 2⁄3′ |
| Principal   | 8′      |
| Violoncello | 8′      |
| Bassflöte   | 4′      |
| Posaune     | 16′     |

- Koppeln: II/I 16′, II/I 4′, II/P 4′
- Spielhilfen: Registercrescendo, 1 freie Kombination, 4 feste Kombinationen: piano, mezzoforte, forte, Tutti

## Citykirche

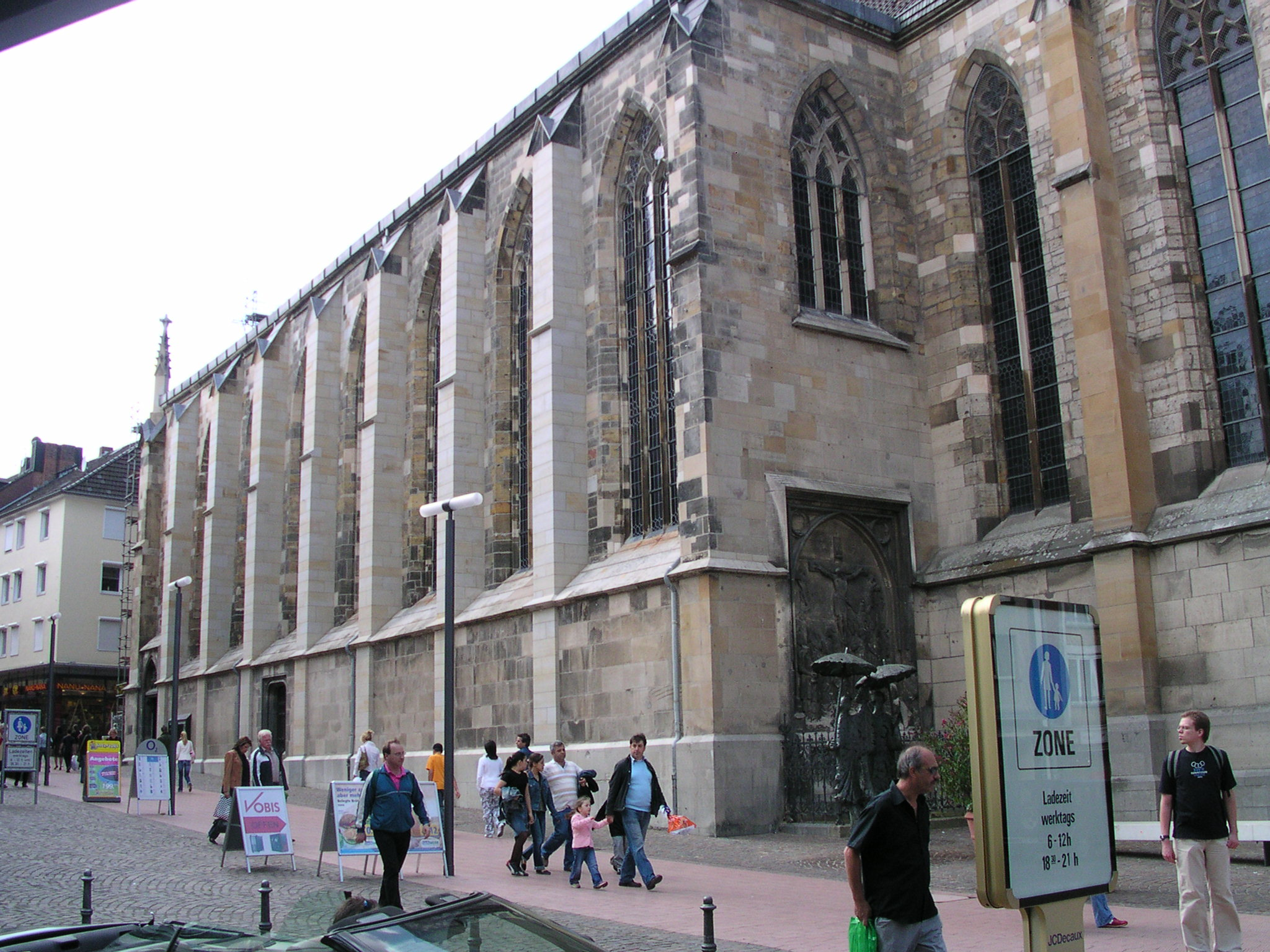
St. Nikolaus heute als Seitenansicht mit Kreuzigungsgruppe (Piedboeuf)

Vier Jahre später führte eine erste Umstrukturierung der Pfarrbezirke Aachens im Jahre 1967 dazu, dass St. Nikolaus als Pfarre aufgehoben und der betroffene Pfarrbezirk mit St. Foillan fusioniert wurde, wodurch die Kirche selbst wieder den Franziskanern als Wirkungsstätte übergeben werden konnte. Auf Grund zurückgehender Mitgliederzahlen bei dem Orden und dem Wunsch, einen ökumenischen Ort der Begegnung in Aachen zu schaffen, fand im Jahr 2002 eine weitere maßgebliche Veränderung statt und St. Nikolaus wurde schließlich in eine so genannte „Citykirche“ umfunktioniert.
Seitdem engagieren sich die evangelische und katholische Kirche in Form des bereits zuvor am 4. Juli 2001 gegründeten Vereins „ökumenische CitySeelsorge Aachen e. V.“  um ein reichhaltiges Angebot für Passanten, sozial-diakonische Aktivitäten in der Innenstadt, spirituelle Feiern und ökumenische Veranstaltungen. Darüber hinaus wird die Kirche für verschiedene kulturelle Veranstaltungen zur Verfügung gestellt; so hat beispielsweise das Sinfonieorchester Aachen unter Marcus Bosch in dieser Kirche sämtliche Bruckner-Sinfonien auf CD aufgenommen und die international erfolgreichen Aachener Chöre Carmina Mundi und Cappella Aquensis führten hier ihre neuen Einspielungen auf.
Die Silvesternacht 2010/2011 brachte eine erneute Katastrophe für die Kirche. Mehrere Feuerwerksraketen schlugen durch ein Fenster des Chores in das Kirchenschiff ein und setzen den kostbaren Hochaltar sowie einen Großteil des Gewölbes und die Ostseite der Kirche in Brand und verursachten hierbei einen Gesamtschaden in Höhe von mehreren Millionen Euro. Auch das Hauptschiff und die Orgel wurden, größtenteils mitbedingt durch das notwendigerweise eingesetzte Löschwasser, stark in Mitleidenschaft gezogen. Das Hauptschiff und der Chorraum sind mittlerweile wieder restauriert. Die Orgel wurde nach ihrer Restaurierung der Pfarre St. Foillan übergeben.

## Denkmal
Der Eintrag im Denkmälerverzeichnis lautet:
„Franziskanerkirche St. Nikolaus Großkölnstr.
1327 geweiht, Chor 1390 verlängert, Restaurierung 1876–1896 (Peter Salm);
Wiederaufbau bis 1951 (Schlüter);
gotische Hallenkirche mit langgestrecktem polygonalen Chor in Werkstein; im Inneren Reste der barocken Ausstattung.“